# Aleksandr Khinchin
Aleksandr Yakovlevich Khinchin (em russo:  Алекса́ндр Я́ковлевич Хи́нчин, em francês:  Alexandre Khintchine; Kondrovo, 19 de julho de 1894 — 18 de novembro de 1959) foi um matemático russo e um dos cientistas soviéticos mais importantes na escola da teoria das probabilidades.
Khinchin nasceu no vilarejo de Kondrovo, no Oblast de Kaluga, na Russia. Enquanto estudava na Universidade Estatal de Moscovo, tornou-se um dos primeiros seguidores da famosa escola de Luzin. Graduou-se em 1916 e seis anos mais tarde tornou-se professor interino na mesma universidade, perdurando no cargo até sua morte.
Os primeiros trabalhos de Khinchin focavam-se na análise real. Mais tarde ele aplicaria métodos da teoria métrica de funções aos problemas na teoria das probabilidades e teoria dos números. Foi um dos fundadores da moderna teoria das probabilidades, descobrindo a lei do logaritmo iterado, em 1924, atingindo resultados importantes no campo dos teoremas dos limites, dando uma definição aos processos estacionários e estabelecendo um fundamento para a teoria de tais processos.
Khinchin fez contribuções significativas na teoria métrica das aproximações diofantinas e estabeleceu um resultado fundamental para as frações contínuas reais simples, descobrindo a propriedade atualmente conhecida como constante de Khinchin. Também publicou diversas obras fundamentais na física estatística, em que utilizou os métodos da teoria das probabilidades, assim como da teoria da informação, teoria das filas e análise matemática.
Em 1939, Khinchin foi eleito como membro correspondente da Academia Russa das Ciências. Em 1941, foi agraciado com o Prêmio do Estado da União Soviética. Também foi condecorado com a Ordem de Lenin e mais três outras ordens e medalhas.

## Obras
- Enzyklopädie der Elementarmathematik com P.S. Alexandrov e A.I. Markushevich, Berlim 1954. 5 Volumes (= Hochschulbücher für Mathematik, Volumes 7–11).
- Sur la Loi des Grandes Nombres, em Comptes Rendus de l'Academie des Sciences, Paris, 1929
- Continued Fractions, Mineola, N.Y. : Dover Publications, 1997, ISBN 0-486-69630-8 (publicada em Moscou pela primeira vez em 1935)
- Three Pearls of Number Theory, Mineola, NY : Dover Publications, 1998, ISBN 0-486-40026-3 (publicada em Moscou e São Petersburgo em 1947)
- Mathematical Foundations of Quantum Statistics, Mineola, N.Y. : Dover Publications, 1998, ISBN 0-486-40025-5 (publicada em Moscou e São Petersburgo pela primeira vez em 1951)